# Station Hoepertingen
Station Hoepertingen is een voormalig spoorwegstation langs spoorlijn 23 (Drieslinter-Tongeren) in Hoepertingen, een deelgemeente van de stad Borgloon. Het stationsgebouw doet nu dienst als woning.
In 1881 werd de stopplaats Hoepertingen geopend. De treinen stopten er enkel op de marktdagen en het beheer gebeurde vanuit het station Ordingen. Vanaf 1884 stopten de treinen er dagelijks. In 1897 werd de stopplaats opgewaardeerd tot spoorweghalte en in 1908 tot een station met eigen beheer. Er was een industrieaansluiting naar de suikerfabriek gelegen aan de steenweg Sint-Truiden - Tongeren (de latere Looza-fabriek); die aansluiting was er al in de 19de eeuw en is blijven bestaan tot in de periode tussen de beide wereldoorlogen. In 1957 werd het station gesloten voor het reizigersverkeer.
0,0: Drieslinter ·
4,1: Zoutleeuw ·
7,0: Wilderen ·
9,9: Sint-Truiden ·
12,2: Melveren ·
13,1: Bernissem ·
15,4: Ordingen ·
18,7: Hoepertingen ·
22,0: Rullingen ·
22,6: Borgloon ·
24,3: Kerniel ·
27,3: Jesseren ·
28,9: Piringen ·
33,4: Tongeren